# Р-439
Р-439 «Легенда-2» — комплекс станцій супутникового зв'язку, які перебувають на озброєнні збройних сил Російської Федерації. Існує кілька десятків варіантів станцій, серед яких — земна Р-439-П, що перевозиться, мобільна на бронебазі Р-439-БК і контейнерна вузлова станція Р-439-КУЛ.

## Призначення
Станції призначені для організації супутникового зв'язку у військах із використанням ретрансляторів.
- Р-439-П («Легенда-2П»)[3] забезпечує організацією зв'язку в оперативно-тактичному та тактичному ланках управління через ретранслятор космічного апарата.[4] Вона забезпечує роботу через штучні супутники Землі-ретранслятори на геостаціонарній орбіті «Глобус-1», «Глобус-1М» та «Глобус», а також через штучні супутники Землі-ретранслятори цивільного населення типу «Экспресс» та «Ямал» (в обох випадках режими з прямою ретрансляцією в діапазонах частот 4/6 ГГц); забезпечує супутниковий зв'язок у мережах радіального та радіально-вузлового зв'язку за закріпленими напрямками; а також засекречений телефонний, телеграфний та фототелеграфний зв'язок разом із передачею даних під час роботи з різними станціями.[7] Використовується на рівні роти/батальйону.[3]
- Р-439-БК («Легенда-2БК»)[3] забезпечує перешкодозахищений зв'язок з використанням ретрансляторів ЕССС-2 (з геостаціонарної орбіти)[8]. Використовується на рівні полку[3].
- Р-439-КУЛ («Легенда-2КУЛ») призначена для роботи за десятьма напрямками у мережі зв'язку з малогабаритними станціями Р-439-П, вузловими станціями Р-440-УН[ru], Р-440-УНЛ, Р-441-УСП1 та іншими станціями через стволи ретрансляторів штучних супутників Землі «Глобус-1» та «Ямал» у режимах із прямою ретрансляцією в діапазоні частот 4/6 ГГц.[9]

## Бойове застосування

### Російсько-українська війна
У квітні 2022 року в Чернігівській області, в селі Ягідне, було знищено російську станцію супутникового зв'язку Р-439-МД2.
Другий відомий випадок знищення станції Р-439-МД2 мав місце 10 серпня 2022 року внаслідок удару Збройних Сил України по позиціях окупантів на Каховській дамбі. При чому шасі (БТР) був підпертий на дерев'яну колоду і кладку цегли, поруч з ним стояв УАЗ «Патріот» з проведеними дротами.

## Порівняльні характеристики деяких варіантів
| Характеристика                                  | Р-439-П | Р-439-БК       | Р-439-КУЛ |
| ----------------------------------------------- | --- | -------------- | --- |
| Екіпаж, осіб                                    | 1—2 |                | 4 |
| Маса, кг                                        | від 90 до 132,5 |                | |
| Габарити, мм                                    | 1162х877х1202 (антенний модуль) 355х500х265 (апаратний модуль)                                                          |                | |
| Діапазон робочих частот на передачу, МГц        | 5850—5886, 5760—5770 | 5725—6225      | 5725—6225 (ствол 2 «Глобус-1»: 5850—5866 ствол 3 «Глобус-1»: 5760—5770 ствол 2 «Ямал»: 5797,5—5802 МГц)                 |
| Діапазон робочих частот на прийом, МГц          | 3525—3541, 3472,5—3482,5                                                                                                | 3400—3900      | 3400—3900 (ствол 2 «Глобус-1»: 3525—3541 ствол 3 «Глобус-1»: 3472,5—3482,5 ствол 2 «Ямал»: 3472,5—3477)                 |
| Метод перешкодозахисту                          | ФМ ШПС із тактовою частотою 0,48 МГц                                                                                    |                | ФМ ШПС із тактовою частотою 0,48 МГц                                                                                    |
| Сполучення станції з кінцевою апаратурою, стики | С1-ФЛ-БИ (за цифр. телеф. каналами) АЛ (віддалений абонент АТС) RS232 (міжмашинний обмін із підключенням зовнішніх ЕОМ) |                | С1-ФЛ-БИ (за цифр. телеф. каналами) АЛ (віддалений абонент АТС) RS232 (міжмашинний обмін із підключенням зовнішніх ЕОМ) |
| Вид модуляції                                   | ОФТ, ФМ, ФМ-ШПС |                | |
| Кількість каналів ТЛФ/ТЛГ                       | | 4/1            | |
| Швидкість передачі каналу, кбіт/с               | 1,2—9,6 (інформаційні швидкості 1,2; 2,4; 4,8; 9,6; 48)                                                                 | 0,1—9,6        | 1,2—9,6 (пропускна спроможність 1,2; 2,4; 4,8; 9,6; 48)                                                                 |
| Споживана потужність, Вт                        | 90/190 (прийом/передача)                                                                                                |                | 8000 (прийом/передача)                                                                                                  |
| Ручне наведення антени                          | діапазон 7 за підвищенням                                                                                               |                | діапазон за азимутом 70 за підвищенням 40                                                                               |
| Діаметр антени, м                               | 1,2 (розрізне на 5 частин)                                                                                              | 1,5            | 2,5 (розрізне на 5 частин)                                                                                              |
| Добротність приймальної системи                 | +6дБ/К |                | +12дБ/К |
| Потужність передавачів, Вт                      | не менше 10 (вихідна)                                                                                                   | 130            | 50 (вихідна) |
| Кількість напрямків зв'язку                     | 1 |                | 10 |
| Крок сітки частот, кГц                          | 500 |                | |
| Первинне живлення від зовнішньої мережі         | Однофазна мережа: 187—242 В, частота 50 — 60 Гц                                                                         |                | Трифазна мережа змінного струму: (380В38)В, частота 50 Гц                                                               |
| Первинне живлення від джерела струму            | Постійний струм: +22,2 — 29,7 В                                                                                         |                | ЭД4-Т400-ВМ1 (вбудований)                                                                                               |
| Час розгортання, хв.                            | 15 | 20             | 60 (20 хвилин до підготовки після включення живлення)                                                                   |
| Базове шасі / транспортна база                  | Перевозиться будь-яким транспортом                                                                                      | БТР-80 (К1.Ш1) | КК-2,02 |